# Yanacona
Yanacona oder Yanakuna (von Quechua yana für „schwarz“ und dem pluralbildenden Suffix -kuna) bezeichnete bei den Inka eine soziale Klasse von Sklaven bzw. Leibeigenen, die im Unterschied zu gewöhnlichen Untertanen (hatunrunas) keiner Familiensippe (ayllu) angehörten. In den karibischen Indianer-Gesellschaften (z. B. auf Kuba) wurden solche Leibeigenen naboria genannt.
Yanacona waren ursprünglich von Tribut und Zwangsarbeit (Mita) befreit. Sie waren sozial mobiler als ayllu-Angehörige, jedoch zu Lasten ihrer sozialen Stabilität. Sie waren in verschiedenen Gesellschaftsschichten tätig, z. B. als Hirten, Handwerker, Tempeldiener oder als Administratoren des Inka-Adels.
Im Zuge der Conquista wurde ihr sklavenähnlicher Status aufgehoben, viele Yanacona traten in die Dienste spanischer Kolonialherren. Zu Beginn der spanischen Silberexploitation in Potosí Mitte des 16. Jahrhunderts waren Yanacona die ersten Minenarbeiter.
In der späteren Kolonialzeit bezog sich die Bezeichnung auf Indianer, die auf Hazienden arbeiteten (yanacona de hacienda), sowie auf Lohnarbeiter in den Städten: Bedienstete staatlicher und kirchlicher Institutionen (yanacona del Rey) und „freie“ Yanacona (yanacona libres), zu denen hauptsächlich Handwerker zählten. Viele Yanacona waren aus ihren Dörfern vor Mita und Tribut geflohen. Sie nahmen dabei oft einen neuen spanischen Namen an und verbargen ihre Herkunft.
In Kolumbien leben indigene Gruppen, die sich als Yanacona bezeichnen. Sie gelten als Nachfahren der Quechua, welche die Spanier auf ihrem Weg von Nordperu über Ecuador nach Kolumbien begleiteten. Es wird angenommen, dass diese ursprünglich eine Variante des Otavalo-Quichua gesprochen haben.